# Heilige-Familiekerk (Sint-Lambrechts-Woluwe)

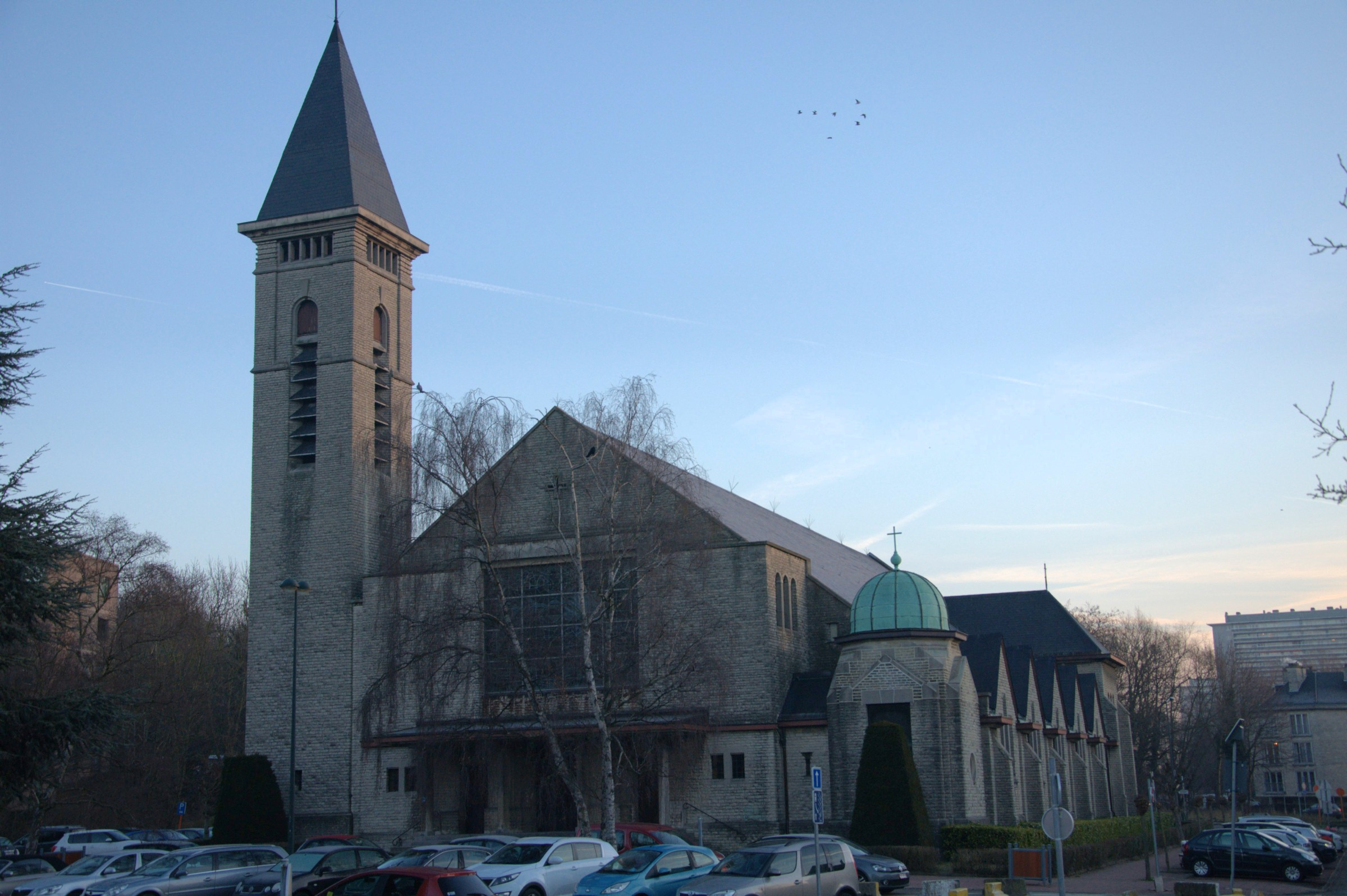
Heilige-Familiekerk

De Heilige-Familiekerk (Frans: Église de la Sainte-Famille) is een kerkgebouw in de Belgische gemeente Sint-Lambrechts-Woluwe in het Brussels Hoofdstedelijk Gewest. De kerk staat aan het Heilige-Familieplein de wijk Roodebeek. Naar het westen ligt het Roodebeekpark, naar het noordoosten het Schumanpark.
De kerk is het ontwerp van architect Simon Van Craen en is opgedragen aan de Heilige Familie. Het gebouw is beschermd erfgoed.

## Gebouw
Het georiënteerde bestaat uit een kerktoren, een schip met vijf traveeën in pseudobasilicale opstand, een dwarsschip en een recht koorsluiting gesloten koor. De toren is in de front naast de lengte-as geplaatst en wordt gedekt door een tentdak. De vijf traveeën hebben aan de zuidzijde van het kerkgebouw elk een eigen topgevel met steekkappen. Ten zuiden van het ingangsportaal staat een kapel met opvallende groene koepel. De kerk is voorzien van hoge rechthoekige ramen.